# إليزا

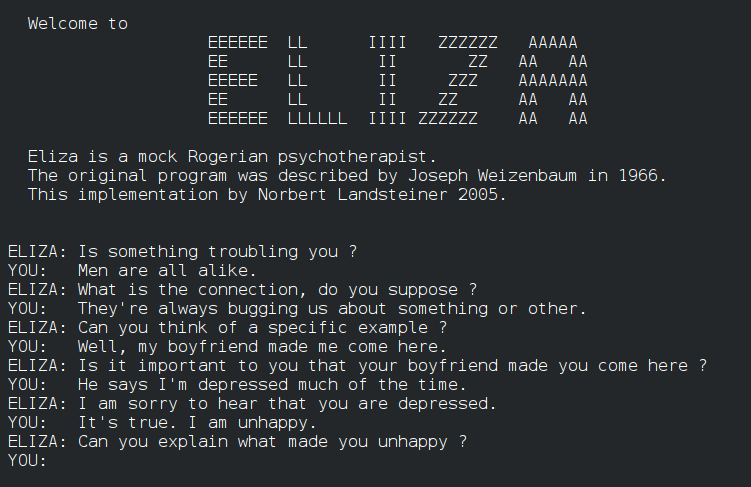
محادثة مع إليزا

إليزا (بالإنجليزية: ELIZA)‏ هو برنامج كمبيوتر مبكر لمعالجة اللغة الطبيعية تم إنشاؤه من عام 1964 إلى عام 1966  في مختبر الذكاء الاصطناعي بمعهد ماساتشوستس للتكنولوجيا بواسطة جوزيف فايزنباوم. تم إنشاؤه لإثبات سطحية الاتصال بين البشر والآلات، قامت إليزا بمحاكاة المحادثة باستخدام منهجية «مطابقة الأنماط» والاستبدال التي أعطت المستخدمين وهمًا بالفهم من جانب البرنامج، ولكن لم يكن لديهم إطار عمل مبني لوضع الأحداث في سياقها. تم توفير التوجيهات حول كيفية التفاعل من خلال «البرامج النصية»، والتي تمت كتابتها في الأصل  بلغة ماد-سليب، والتي سمحت لإليزا بمعالجة مدخلات المستخدم والانخراط في الخطاب باتباع قواعد وتوجيهات النص. السيناريو الأكثر شهرة، دكتور، يحاكي معالجًا نفسيًا روجيريًا (على وجه الخصوص، كارل روجرز، الذي اشتهر ببساطة بتكرار ما يقوله المرضى)،  والقواعد المستخدمة، التي تمليها في النص، للرد بأسئلة غير اتجاهية على مدخلات المستخدم. على هذا النحو، كانت إليزا واحدة من أولى برامج الدردشة وأحد البرامج الأولى القادرة على محاولة اختبار تورنغ.

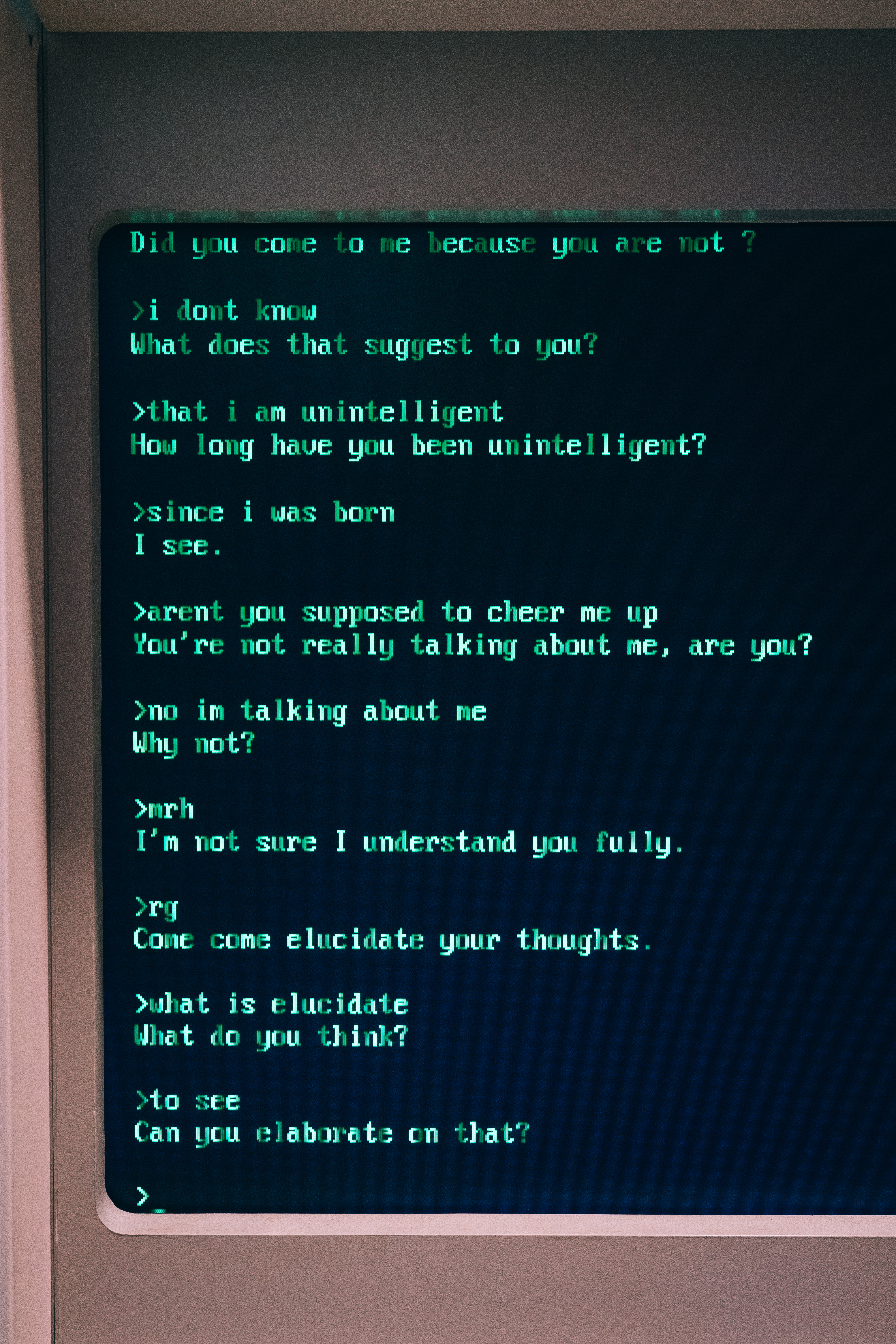
مستخدم يتواصل مع إليزا

## روابط خارجية
- صفحة مخصصة لعلم الأنساب لبرامج إليزا.
- مجموعة من العديد من إصدارات التعليمات البرمجية المصدر في غيت هاب
- dialogues with colorful personalities of early AI على موقع واي باك مشين (نسخة محفوظة January 20, 2013) ، مجموعة من الحوارات بين ELIZA والعديد من المتحدثين، مثل نائب رئيس الشركة وباري (محاكاة لمصاب بجنون العظمة)
- وايزنباوم. المتمرد في العمل - بيتر هاس، سيلفيا هولزينجر، فيلم وثائقي مع جوزيف وايزنباوم وإليزا.